# Cratere Madumda
Madumda è un cratere sulla superficie di Rea.